# Șoimoș

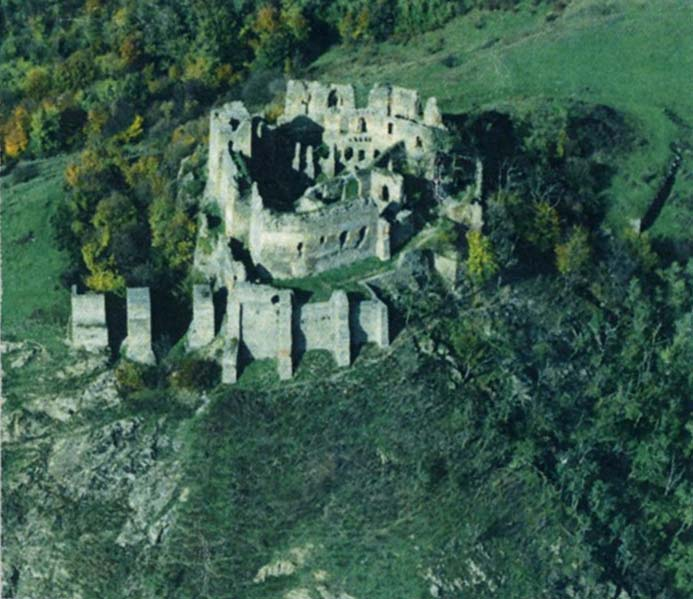
Burg Falkenstein, Luftansicht, 2008

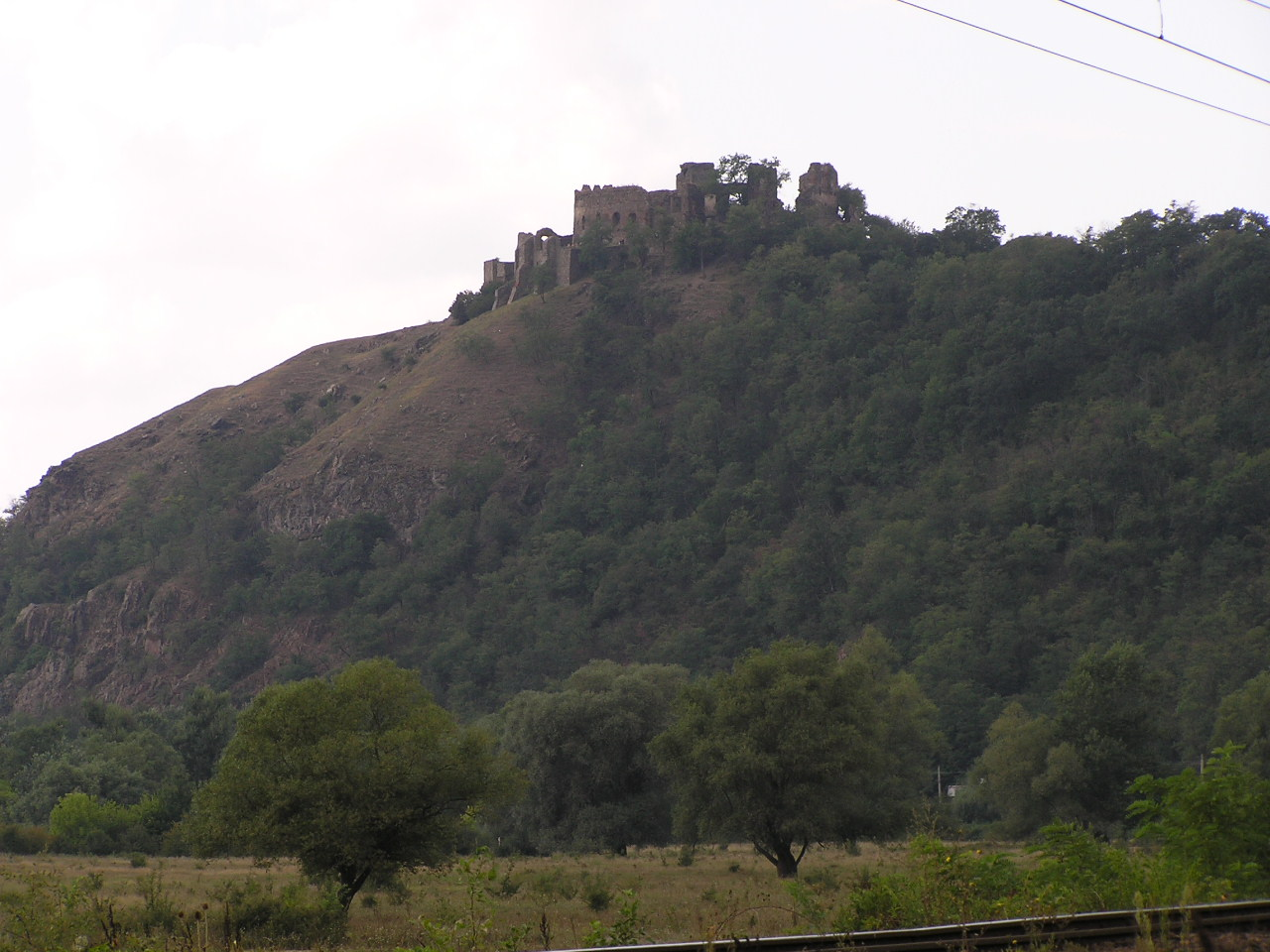
Die Burg Falkenstein

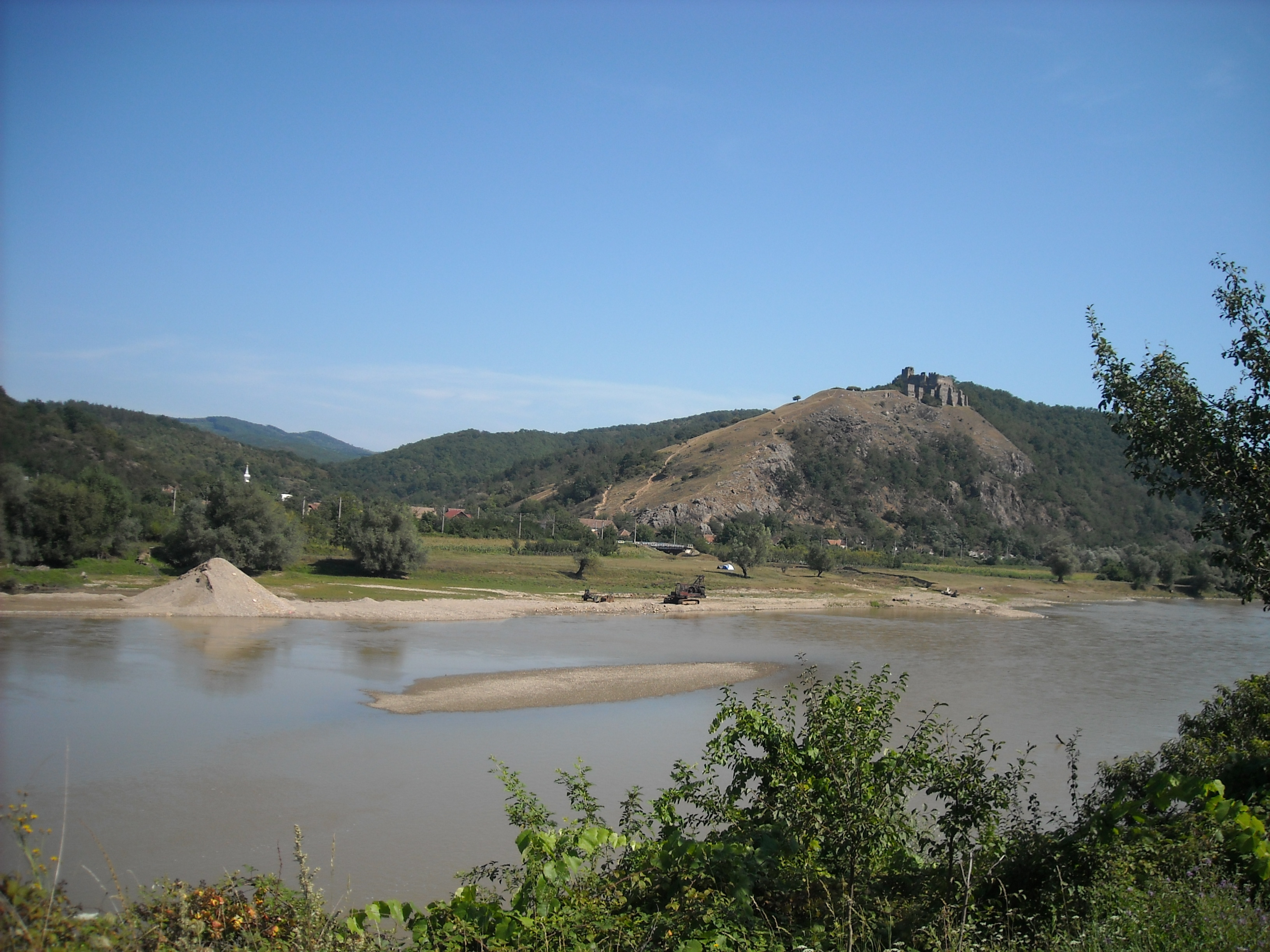
Die Burg Falkenstein, vom anderen Ufer des Mieresch gesehen

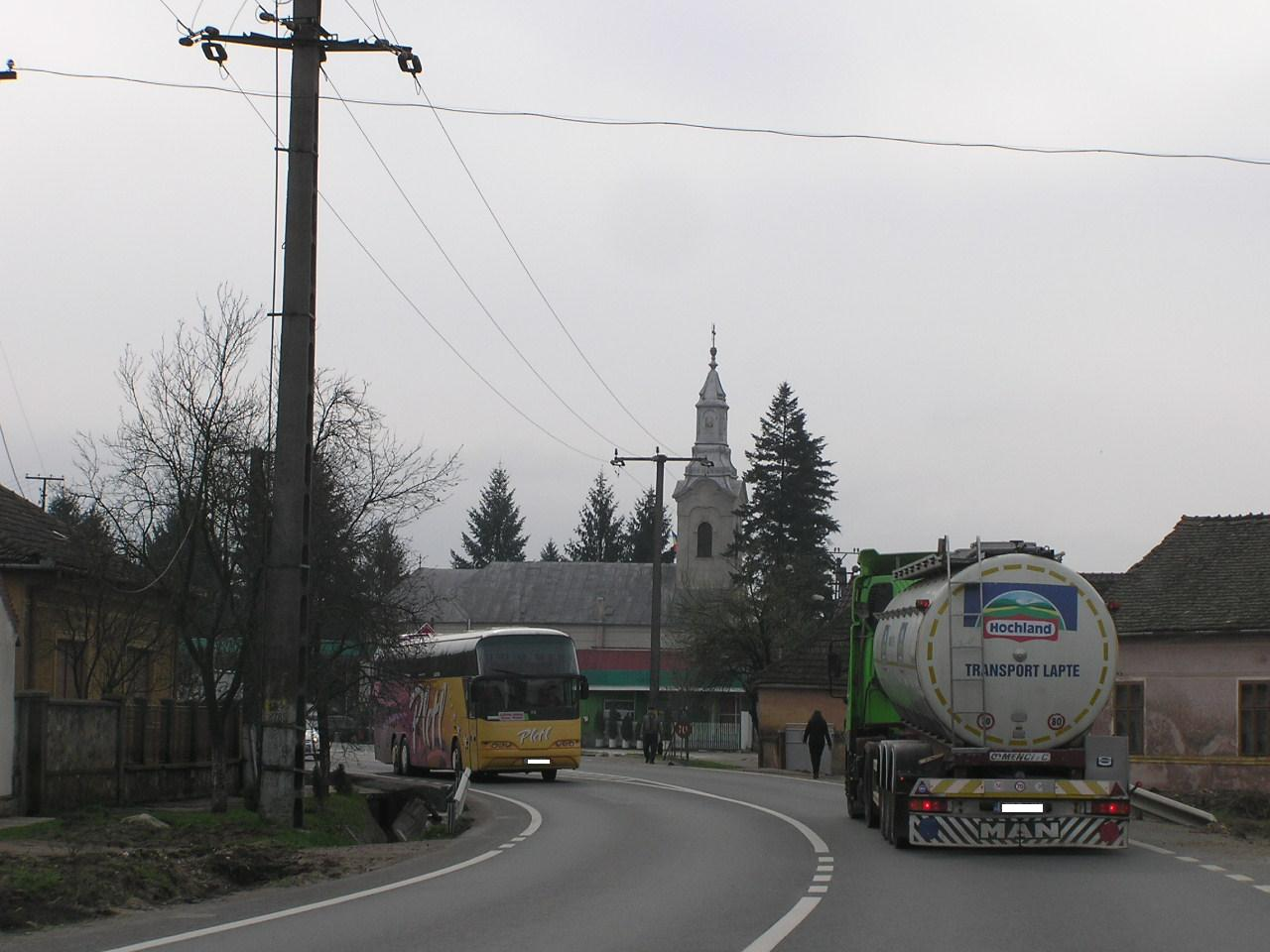
Das Dorf Schojmosch

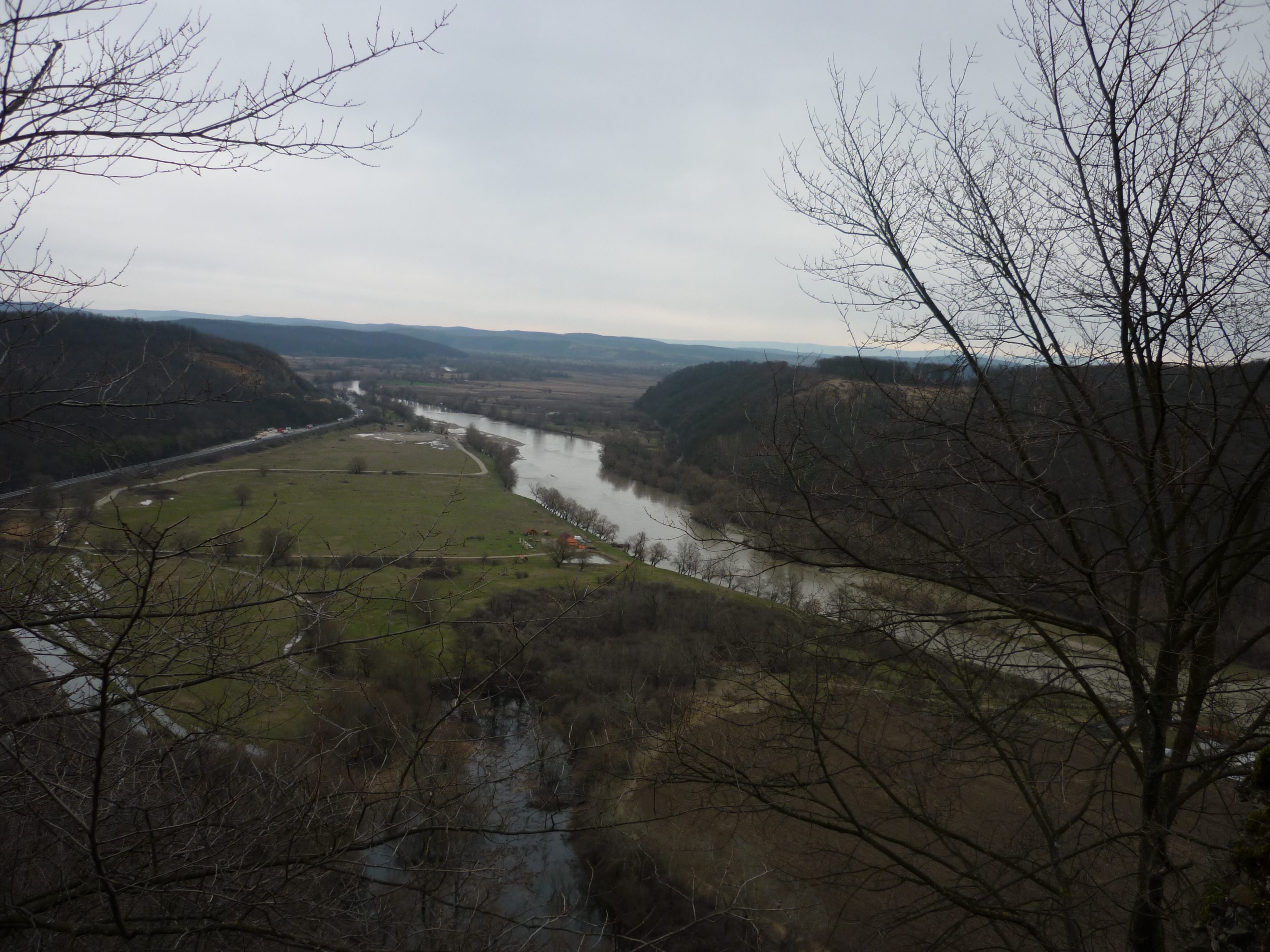
Der Mieresch, von der Burg aus gesehen

Șoimoș (ungarisch Solymosvár, deutsch Schojmosch, bzw. Schoimosch) ist ein Ort im Westen Rumäniens und gehört zur Kleinstadt Lipova (Lippa) im Kreis Arad im Banat. Markant ist die hoch über dem Miereschtal gelegene mittelalterliche Burgruine.

## Geographische Lage
Șoimoș liegt 36 Kilometer östlich der Kreishauptstadt Arad am rechten, nördlichen Ufer des Flusses Mureș (Mieresch) und zieht sich in ein Seitental. Das Ortszentrum Lipovas befindet sich am gegenüberliegenden Ufer. Der Ort liegt an der vielbefahrenen Europastraße 68 von Südungarn nach Siebenbürgen und an der Eisenbahnlinie von Arad nach Brașov. Westlich davon liegt der Wallfahrtsort Maria Radna.

## Geschichte
Das Dorf blühte auf im 18. Jahrhundert mit Getreideanbau, Holzwirtschaft und Weinbau an an Granitfelsen angelegten Terrassen an den sonnigen Südhängen über dem Mieresch. 
Im 19. Jahrhundert entwickelte sich der Nachbarort Lippa zu einer Kleinstadt, die seit 1875 über eine Eisenbahnverbindung nach Temeswar verfügte und 1880 zum Kurort erhoben wurde. Der Ort Schoimosch blieb dagegen ländlich geprägt. In den 1880er Jahren besuchten die Schriftsteller Mihai Eminescu und Ioan Slavici Dr. Ioan Hozan. 1910 wurde der offizielle ungarische Ortsname von Solymos in Solymosvár geändert (Schoimoschburg). Nach dem Ersten Weltkrieg kam das Dorf ans Königreich Rumänien.

## Bevölkerung
Im Jahr 1900 lebten in Șoimoș 1649 Einwohner, davon 1530 Rumänen, 59 Deutsche und 51 Ungarn. Die Verteilung der Konfessionen war 1.525 Orthodoxe und 98 Römisch-Katholische.
2002 lebten in Șoimoș 1029 Einwohner, davon deklarierten sich 1009 als Rumänen, zehn als Ukrainer, sieben als Ungarn, zwei als Rumäniendeutsche und einer bekannte sich als Bulgare. Die Verteilung der Konfessionen war 713 Orthodoxe, 247 Pfingstler, 33 Baptisten und 23 Römisch-Katholische.

## Sehenswürdigkeiten
Zur Besichtigung der verfallenen Burgruine muss man vom östlichen Ortsausgang den 252 m hohen Hügel besteigen. Der älteste Teil der Burg ist der Burgfried. Der Burghof umfasst eine Fläche von 35 × 22 Metern. An der Nordseite des aus der Renaissance stammenden Traktes befindet sich noch ein Balkon, der als Isabella-Balkon bekannt ist, in Anlehnung an Isabella Jagiellonica, die ab 1541 hier lebte. Im Südteil der Anlage gibt es ein Ritterzimmer und eine Kapelle.
Die Burg Schoimosch (auf Deutsch auch Falkenstein, rum.: Cetatea Șoimoș, ung.: Solymosvár) wurde erstmals im Jahr 1278 in einer lateinischen Urkunde erwähnt, als Castrum Somos. Errichtet wurde sie unmittelbar davor (1272–1275) vom Ban Paul, Herrscher über das Banat von Severin (Pál szörényi bán). Dieser erbaute sie als Ergänzung zu der in unmittelbarer Nähe auf der südlichen Seite des Flusses befindlichen Burg Lippa, die bereits 1241 urkundlich erwähnt wurde. Nach dem Tatareneinfall 1281 kam die Burg Schoimosch in den Besitz von Ladislaus Khan (Kán László), dem damaligen Wojwoden von Siebenbürgen. Dieser hatte im ungarischen Interregnum den ungarischen König Béla V. (Otto III. von Bayern) in Siebenbürgen eingekerkert und sich selbst zum Herrscher gemacht. Nach dem Tod von Ladislaus im August 1315 konnte der neue König Karl Robert aus dem Hause Anjou seinen Machtbereich auch auf Siebenbürgen ausdehnen und kam in den Besitz der Burg Solymos, die den Weg durch das Miereschtal kontrollierte.
Im Jahr 1440 wurde die Burg von König Wladislaus in Besitz genommen, der ab diesem Jahr gleichzeitig König von Polen als auch König von Ungarn war. Dieser fiel jedoch schon vier Jahre später in der Schlacht bei Warna gegen die Osmanen und in der Folge bemächtigte sich Johann Hunyadi der Burg. Der Feldherr Hunyadi war nun der neue Machthaber in Siebenbürgen und im Jahr 1446 wurde er zum Reichsverweser von Ungarn gewählt, als Vertreter des minderjährigen Ladislaus Postumus. Er ließ die Burg erweitern. Nach dem Tod von Johann übernahm dessen Sohn Matthias Corvinus den Besitz, der nach dem plötzlichen Tod des Habsburgers Ladislaus zum neuen König von Ungarn gewählt wurde. Matthias konnte sich auf dem Thron behaupten und schloss im April 1462 ein Abkommen mit seinem Widersacher, dem Habsburger Friedrich III. Gleichzeitig gelang es ihm, in langwierigen Verhandlungen den böhmischen Heerführer Johann Giskra in seinen Dienst zu nehmen. Dieser war früher ein Rivale seines Vaters gewesen, der sich aber später mit den Habsburgern überworfen hatte. In Entschädigung für dessen in Oberungarn (heutige Slowakei) verlorenen Ländereien, übertrug ihm Matthias Land im Raum Arad, die Domäne um die Burg Solymos, wozu auch die Burg Lippa gehörte, sowie die Burg Iňačovce (auf Ungarisch ebenfalls Solymos, in Oberungarn). Dieser nahm im selben Jahr den vor den Türken aus der Walachei geflüchteten Vlad III. Drăculea fest und übergab ihn als Geisel an den König. Nach dem Tod des Böhmen um 1469/70 schenkte Matthias die Burg an seinen unehelichen Sohn Johann Corvinus. Als es im Jahr 1513 zum Kreuzzug des Georg Dózsa kam, der bald in eine blutige Bauernrevolte gegen die adeligen Großgrundbesitzer ausartete, solidarisierte sich die Garnison von Solymos mit Dósza und die Burg kam in den Besitz der Kuruzen. Der Aufstand wurde jedoch von Johann Zápolya niedergeschlagen. Nach dessen Tod wohnte im Jahr 1541 dessen Frau Isabella Jagiellonica in der Burg, die nun mit politischer Unterstützung der Osmanen Siebenbürgen regierte. Diese fielen jedoch 1551 in Siebenbürgen ein und die Truppen des Sultans Süleyman dem Prächtigen unter dessen Heerführer Mohammed Sokolli belagerten daraufhin im Oktober des Jahres die Burgen Schoimosch und Lippa. Der habsburgische General Giovanni Battista Castaldo entsandte rasch kaiserliche Hilfstruppen, die jedoch am südlichen Ufer des Mieresch vor der Burg Lippa geschlagen wurden. Die Türken nahmen daraufhin Lippa ein, während die Burg Schoimosch am nördlichen Ufer sich halten konnte. Isabella floh darauf aus Siebenbürgen und verständigte sich nun, mit Vermittlung des Kardinals Georg Martinuzzi, mit dem ehemaligen Erzrivalen ihres Mannes, dem Habsburger Ferdinand I., Kaiser und ungarischer Gegenkönig, und trat ihre Rechte über Siebenbürgen an diesen ab.
Die türkischen Truppen waren inzwischen westwärts gezogen und belagerten Temeschburg. Dies nutzten die Christen aus und versuchten nun wieder Lippa einzunehmen. Die historischen Quellen sind sich hier jedoch nicht einig, wessen Truppen das genau waren. Die einen nennen den General Castaldo, die anderen den Kardinal Martinuzzi. Am 5. Dezember 1551 zogen sich die verbliebenen Türken aus der Burg Lippa überraschend zurück und so gelang die Rückeroberung Lippas. Doch schon wenige Monate später sollte sich das Blatt wenden. Nachdem die Truppen des Mohammed Sokolli im Sommer 1552 Temeschburg eingenommen hatten, wandten sie sich wieder ostwärts und eroberten nun die Burg Lippa, sowie auch die Burg Schoimosch. Dieses Mal war der osmanische Sieg dauerhaft und Lippa wurde Sitz eines Sandschaks.
Erst während des Langen Türkenkriegs (in Ungarn auch Fünfzehnjähriger Türkenkrieg genannt) änderte sich die Herrschaft über Schoimosch wieder. Im Jahr 1595 entsandte Sigismund Báthory, Fürst von Siebenbürgen, seinen Truppenführer Georg Borbély ins Banat, um dort die Türken zu vertreiben. Der türkische Befehlshaber der Garnison von Lippa wurde gefangen genommen und die beiden Burgen erobert. Daraufhin zogen die siebenbürgischen Truppen westwärts, um den im Banat ausgebrochenen Aufstand der dort unter osmanischer Hoheit lebenden Serben und Walachen zu unterstützen. Das Heer belagerte daraufhin Temeschburg, konnte es jedoch nicht einnehmen. 1596 versuchten die Türken die verlorenen Burgen zurückzuerobern, was ihnen jedoch nicht gelang. Im Jahr 1602 konnte der antihabsburgische Szeklerführer Moses Székely die Burg unter seine Kontrolle bringen. Im folgenden Jahr unterlag er jedoch dem kaiserlichen General Giorgio Basta und dem mit Habsburg verbündeten Wojwoden der Walachei Radu Şerban. Der Pascha von Temeschburg unternahm 1603 und 1604 erneute ergebnislose Versuche, Lippa und Schoimosch zu erobern. Erst als es unter Gábor Bethlen zu einer neuen Feindschaft zwischen Siebenbürgen und Habsburg kam, konnten die Osmanen Terrain gewinnen. Der Calvinist Bethlen bat die Türken um Hilfe gegen seinen katholischen Rivalen Gabriel Báthory, musste im Gegenzug aber 1616 die Burgen Schoimosch und Lippa an die Türken abgeben. Diese blieben nun für weitere Jahrzehnte osmanisch. Ein Rückeroberungsversuch unter Georg II. Rákóczi im Jahr 1658 gelang nicht.
Erst nach der erfolglosen Zweiten Wiener Türkenbelagerung wendete sich das Blatt wieder. Im Jahr 1688 drang der kaiserliche General Antonio von Caraffa von Oberungarn nach Siebenbürgen vor und konnte die beiden Burgen nach einem harten Ansturm einnehmen. Eine Eroberung des westlich gelegenen Banats gelang jedoch nicht. Dadurch wurden die beiden Burgen zu Grenzfestungen, die mit einer habsburgischen Garnison besetzt wurden und so den Eingang nach Siebenbürgen sicherten. 1694/95 schlugen die Türken zurück und konnten kurzzeitig die Burg Lippa, nicht jedoch Schoimosch einnehmen. Da sie die Burg Lippa nicht dauerhaft besetzen konnten, wurde die Festungsanlage mit Sprengstoff geschleift und komplett zerstört.
Durch den Frieden von Karlowitz mussten die Osmanen das nahe gelegene Arad an den Kaiser abtreten. Dadurch verloren die beiden Burgen ihre strategische Bedeutung als Grenzschutz. Die Österreicher bauten Lippa nicht neu auf, die letzten Reste wurden 1701 sogar ganz geschleift. Auf der Burg Schoimosch blieb jedoch eine kaiserliche Garnison, die die Region vor allem vor den aufständischen Kuruzen unter Franz II. Rákóczi schützen sollte. Nach Niederschlagung dieses Aufstands 1711 verlor jedoch auch die Burg Schoimosch an militärischer Bedeutung. Ab dem Jahr 1724 wurden deutschsprachige Siedler in der Gegend angesiedelt. 200 Familien aus Bayern und Sachsen kamen ins Gebiet der heutigen Gemeinde, einige davon auch ins Dorf Schoimosch.
Im Jahr 1752 verließ ein großer Teil der serbischen Bevölkerung das Dorf und zog ins Russische Reich. Dort ließen sie sich in Neuserbien in der heutigen Ukraine nieder und gründeten ein Dorf mit Namen Solmos. Dieser Ort heißt heute Stetziwka (ukr.: Стецівка) und liegt in der Oblast Tscherkassy.
Im Jahr 1761 besuchte Joseph II., der spätere Kaiser, auf seiner ersten Reise ins Banat und Siebenbürgen auch die Burg Schoimosch. Bei der ersten Volkszählung im Königreich Ungarn 1771 wurden im Dorf 100 Leibeigenen- und acht Bauernfamilien gezählt. Militärische Bedeutung erhielt die Burg noch einmal im Jahre 1784, als in der Umgebung der Horea-Aufstand losbrach. Im November 1784 wurde die kaiserliche Garnison der Burg von aufständischen Truppen Horeas, die den Mieresch stromabwärts zogen besiegt. Nach der Niederschlagung des Aufstandes 1785 wurde die letzte Garnison der Burg 1788 abgezogen. Seitdem begann der langsame Verfall der Burg.
- Sehenswert ist außerdem die orthodoxe Dorfkirche, die 1792 errichtet wurde, nachdem im Josephinischen Toleranzpatent der Neubau von griechisch-orientalischen Kirchen – so die damalige Bezeichnung – gestattet wurde. Darin zu finden sind Fresken des Kirchenmalers Nicolae Popescu aus dem Jahr 1875.